# Burckella banikiensis
Burckella banikiensis là một loài thực vật có hoa trong họ Hồng xiêm. Loài này được (P.Royen) T.D.Penn. mô tả khoa học đầu tiên năm 1991.